# Ерсека
Ерсека (алб. Erseka) је град у југоисточној Албанији у округу Корча. Налази се у подножју планина Грамос, врло близу грчке границе, и са 1050 m надморске висине највиши је град у Албанији. Основан је у 17. веку. 